# Ús militar de nens

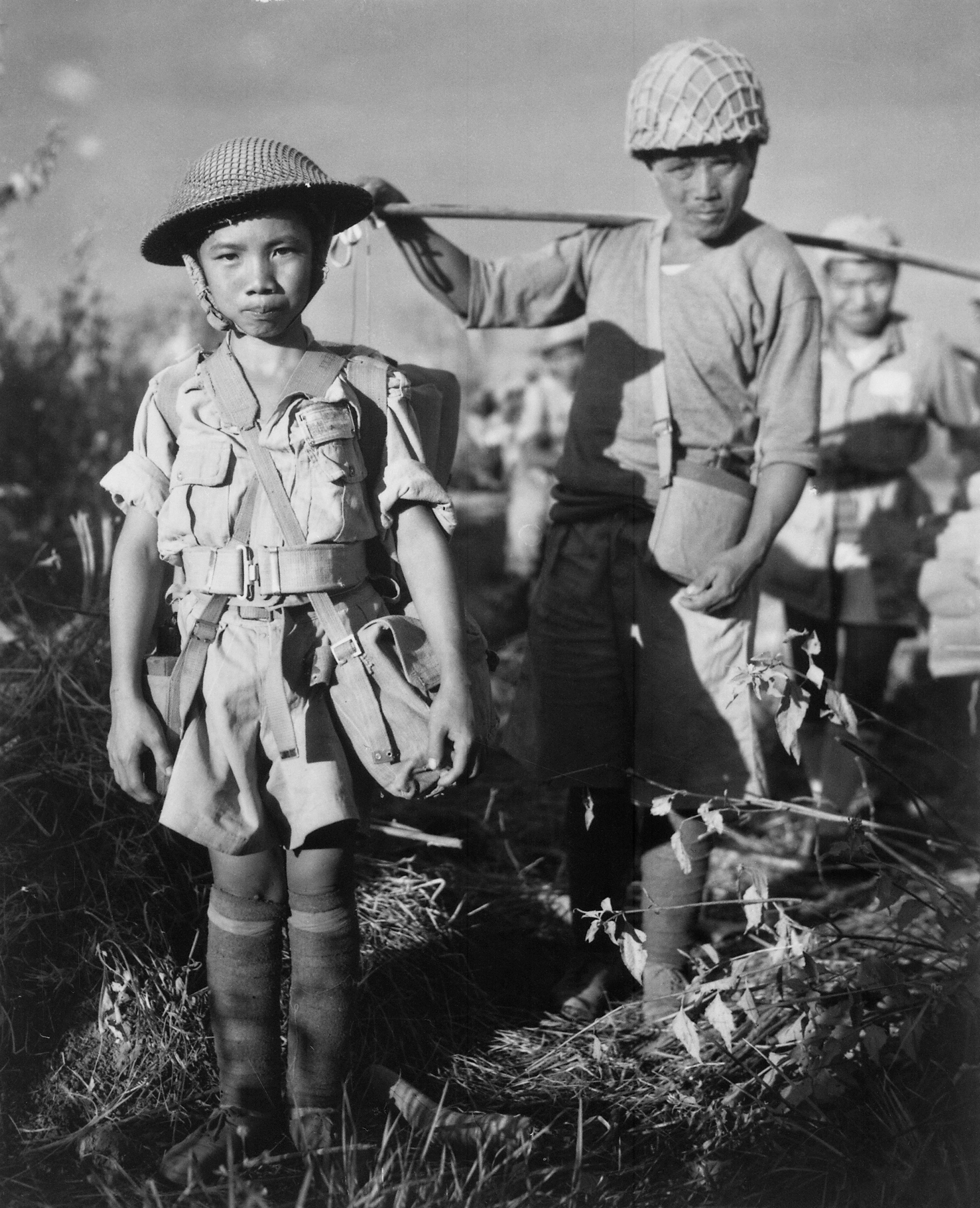
Un soldat nacionalista xinès, de 10 anys, membre d'una divisió xinesa de la X Force, maig de 1944.

L'ús militar de nens pren tres formes diferents: els nens poden prendre part directa en les hostilitats (nens soldats), o poden ser utilitzats per a tasques de suport, com ara carregadors, espies, missatgers, buscar sortides, o poden ser utilitzats per obtenir avantatges polítics, sigui com a escuts humans o en la propaganda.
La dimensió del gènere té un paper en la vulnerabilitat del nen soldat: la nena soldat presenta una vulnerabilitat addicional per la condició de ser dona. Tant nens com nenes realitzen tasques de combat, neteja, recol·lecció de mines i explosius, espionatge, exploració, d'esquer, missatgera, vigilant, entrenadores, carregadores, cuineres, feines domèstiques, esclavitud sexual i altres finalitats sexuals, amb la diferència que les nenes solen ser més freqüentment víctimes d'esclavatge sexual o altres formes de violència sexual. Les nenes soldat han rebut una protecció especial per la dimensió del gènere de manera tardia, tenint en compte que la protecció dels nens soldat en general ja arriba en sí de manera tardia, i moltes vegades oblidades.
El reclutament és forçós o voluntari. Per al cas voluntari hi ha diversos autors que consideren que difícilment pot ser realment voluntari perquè es dona en condicions de manipulació ideològica i de falta d'opcions en general. No es pot parlar d'un patró de reclutament de nenes soldat.

## Història
Al llarg de la història i en moltes cultures, els nens han participat àmpliament en les campanyes militars, fins i tot quan aquestes pràctiques estaven en contra de la moral cultural. Des de la dècada de 1970, una sèrie de convenis internacionals que han entrat en vigor tracten de limitar la participació d'infants en els conflictes armats, però, la Coalition to Stop the Use of Child Soldiers (o Coalició per Acabar amb la Utilització de Nens Soldats) informa que l'ús de nens en les forces militars, així com la participació activa de nens en els conflictes armats està molt estesa.

### Guerra preindustrial
En les cultures clàssiques l'art de la guerra era reservat a individus considerats dignes que iniciaven la formació de joves.
Els investigadors de l'antropologia cultural estan dividits entre qui consideren que la guerra era quelcom típic fins i tot durant el Paleolític mentre que d'altres consideren que era quelcom infreqüent fins l'aparició de les societats estatals.
Malgrat que la supremacia masculina ha estat associada a la guerra, també han existit dones soldats.

### Guerra moderna
Mentre han anat apareixent normes i ordenaments internacionals per la protecció dels drets humans de la infància, més han empitjorat les condicions que viuen els nens, entre d'altres els nens soldat.
Entre el 2001 i el 2004 va haver un augment de reclutament de nens soldats, ocorregut en un total de 196 de països i territoris. El 2006 s'estimava que hi havia entre 300.000 i 500.000 soldats.
Les guerres contemporànies es caracteritzen perquè es fan contra la població civil.
En els programes de desmovilització fets durant els anys 2000 no van tindre en compte a les nenes soldat de manera que els programes eren poc efectius.

## Causes
La participació dels nens en els conflictes sol estar donat per causes socioeconòmiques. En els exèrcits regulars i no governamentals les necessitats bàsiques solen estar cobertes. Altres vegades, és la família del nen qui el pressiona perquè s'alliste, cosa més freqüent quan l'exèrcit aporta un percentatge de la paga directament a la família.
No és estrany que els nens soldat provinguen de famílies desintegrades (orfes, nens del carrer, minories, refugiats o desplaçats interns) i d'entorns econòmics greus (com per exemple hi ocorre un desastre natural).
Altre factor que és considerat és el maltractament patit per ells o els seus familiars. El maltractament patit genera un ressentiment en el nen, amb desitjos de venjança. La unitat militar pot esdevenir com una mena de família adoptiva.
Un factor que afavoreix el reclutament de nens és la seua obediència, el baix cost, la falta de por i el ser més fàcilment manipulables psicològicament i mitjançant drogues que els adults. Altre factor afavoridor és l'alta tecnologia de l'armament que possibilita que nens amb cinc anys puguen manipular armes amb facilitat, com és el cas de les AK-58.
La llarga durada dels conflictes fa que els adults moren provocant la necessitat de cobrir les baixes amb nens.
El valor tradicional d'associar la maduresa amb la protecció de les comunitats faciliten la manipulació perquè siguen reclutats. A Sudan les marques que es fan a la cara per a simbolitzar adultesa es feien cada vegada a una edat més jove per a permetre reclutar abans.
Quan els nens i les nenes s'uneixen voluntàriament a un exèrcit les raons solen ser paregudes. Així i tot, en el cas de les nenes hi ha causes particulars com la fugida de l'explotació domèstica (abús sexual i maltractament físic) i de l'explotació en tasques domèstiques dins i fora de la llar, l'autoprotecció davant maltractaments sexuals i físics i la cerca de la igualtat (aconseguir habilitats i el seu reconeixement sense ser discriminades pel seu gènere).

## Lleis internacionals
La Convenció sobre els drets de l'infant de les Nacions Unides, Article 38, (1989) va proclamar: "Els Estats membres han de prendre totes les mesures possibles per assegurar que les persones que no hagin complert els 15 anys no participin directament en les hostilitats." No obstant això, les persones que són majors de 15 però menors de 18 anys tenen la possibilitat de participar en el combat com a soldats de forma voluntària. El Protocol opcional relatiu a la participació d'infants en els conflictes armats de la Convenció que va entrar en vigor el 2002 estipula que els estats signataris han "d'adoptar totes les mesures possibles per assegurar que les persones menors de 18 anys no participin directament en les hostilitats i que no se'ls recluti obligatòriament en les seves forces armades". El Protocol opcional obliga també als estats a "prendre totes les mesures possibles per impedir aquest reclutament i utilització, inclosa l'adopció de les mesures legals necessàries per prohibir i tipificar aquestes pràctiques". (Art. 4, Protocol opcional). De la mateixa manera, en virtut del Protocol opcional els estats han de desmobilitzar els nens dins de la seva jurisdicció que hagin estat reclutats o utilitzats en hostilitats, i prestar assistència per a la seva recuperació física i psicològica i la reintegració social. (Art. 6(3) del Protocol opcional).
En situacions de guerra, revoltes civils, conflictes armats i altres situacions d'emergència, als nens i joves se'ls ha d'oferir protecció en virtut de la Declaració sobre la Protecció de Dones i Nens en Situacions d'Emergència i Conflicte Armat de les Nacions Unides.
En virtut de l'article 8(2)(b)(xxvi) de l'Estatut de Roma de la Cort Penal Internacional (CPI), aprovat el juliol de 1998 i va entrar en vigor l'1 juliol 2002, "Reclutar o allistar nens menors de quinze anys a les forces armades nacionals o utilitzar-los per participar activament en les hostilitats és un crim de guerra".

## Desarmament, desmobilització i reintegració centrat als nens
El procediment de Desarmament, desmobilització i reintegració (DDR) centrat en els nens d'ús militar perquè siguen efectius han de fer que els nens ex-soldats s'adapten favorablement a la vida civil i que les comunitats aprenguen que foren víctimes de la guerra i que han d'acollir-los.
Aquest procediment presenta moltes dificultats i sovint els qui foren nens soldats acaben vivient lluny de les seues comunitats d'origen amb problemes com la drogaddicció i/o visquen de rodamons o continuant lluitant amb restes de grups armats. Les nenes solen acabar prostituint-se, amb alguna malaltia de transmissió sexual, estigmatitzades i amb bebès que cuidar i alimentar.

### Desmobilització dels nens soldats
La desmobilització dels nens soldats pot ser inefectiva per un mal disseny del procediment de Desarmament, desmobilització i reintegració (DDR) que no té els té en compte.
L'escassa participació pot donar-se especialment en el cas de les nenes perquè potser no tenen cap incentiu, sobretot si han forjat vincles afectius forts. Hi ha casos de nenes que han desenvolupat vincles emocionals amb els homes amb qui han tingut relacions sexuals. Pot donar-se el cas que no troben que no hi haja cap alternativa realista a la vida de soldat.
També hi ha casos que els propis combatents adults no els permeten la demobilització.
Una manera d'assegurar la desmobilització és l'entrega de documents d'identitat o desmobilització per a evitar que siguen reclutats altra vegada.

### Reintegració dels nens soldats
La reintegració dels nens soldat de recalcar tres components: la xarxa de reunificació familiar i comunitària, el suport psicològic i l'oportunitat d'educació i/o econòmica.:3 Els esforços de reintegració comporten uns programes d'un mínim de 3 a 5 anys perquè que s'implementin amb èxit.:3 Els metges han descobert també que els factors de reinserció més importants van ser la creació d'un ambient normal (similar al medi ambient abans que el nen estigués en combat), un sentit del perdó en el nom de la família i de la comunitat del nen a través de cerimònies/rituals religiosos/culturals, i la reunificació de l'infant amb la seva família.:3 Els esforços de reintegració poden arribar a ser difícils quan el nen en qüestió ha comès crims de guerra. En situacions com aquestes, és important que les necessitats del nen s'equilibrin amb un sentit de la justícia comunitària.:3
Hi ha dues àrees de reintegració, però, que mereixen especial consideració: les nenes soldats i l'ús de drogues entre els nens soldats.:4 Les nenes soldats poden ser estigmatitzades, a més, per la seva família/comunitat per haver tingut relacions sexuals i/o haver tingut fills fora del matrimoni.:3 De la mateixa manera, els nens soldats, que estan sota la influència de drogues o que han contret malalties transmissió sexual requereixen una programació addicional específica a les seves necessitats particulars.:3 Els nens requereixen de programes educatius, motivacions vocacionals i desenvolupament d'activitats i labors. Cal una educació per a la pau tant als nens com a la societat en general. Les nenes que han tingut bebés requereixen d'atenció pre i post natal a més d'atenció mèdica i psicològica.
Davant els abusos sexuals, cal difondre'ls el concepte que totes les formes de violència sexual estan prohibides i que qui perd l'honra és la persona perpetradora i no la víctima o la seua família.